# Jarłowski Kupen
Jarłowski Kupen (bułg. Ярловски Купен) – szczyt masywu Witosza, w Bułgarii, o wysokości 2173 m n.p.m.